# Omanuperla
Omanuperla is een geslacht van steenvliegen uit de familie borstelsteenvliegen (Perlidae). De wetenschappelijke naam van het geslacht is voor het eerst geldig gepubliceerd in 1972 door McLellan.

## Soorten
Omanuperla omvat de volgende soorten:
- Omanuperla bruningi McLellan, 1972
- Omanuperla hollowayae McLellan, 1991